# Sverigehuset

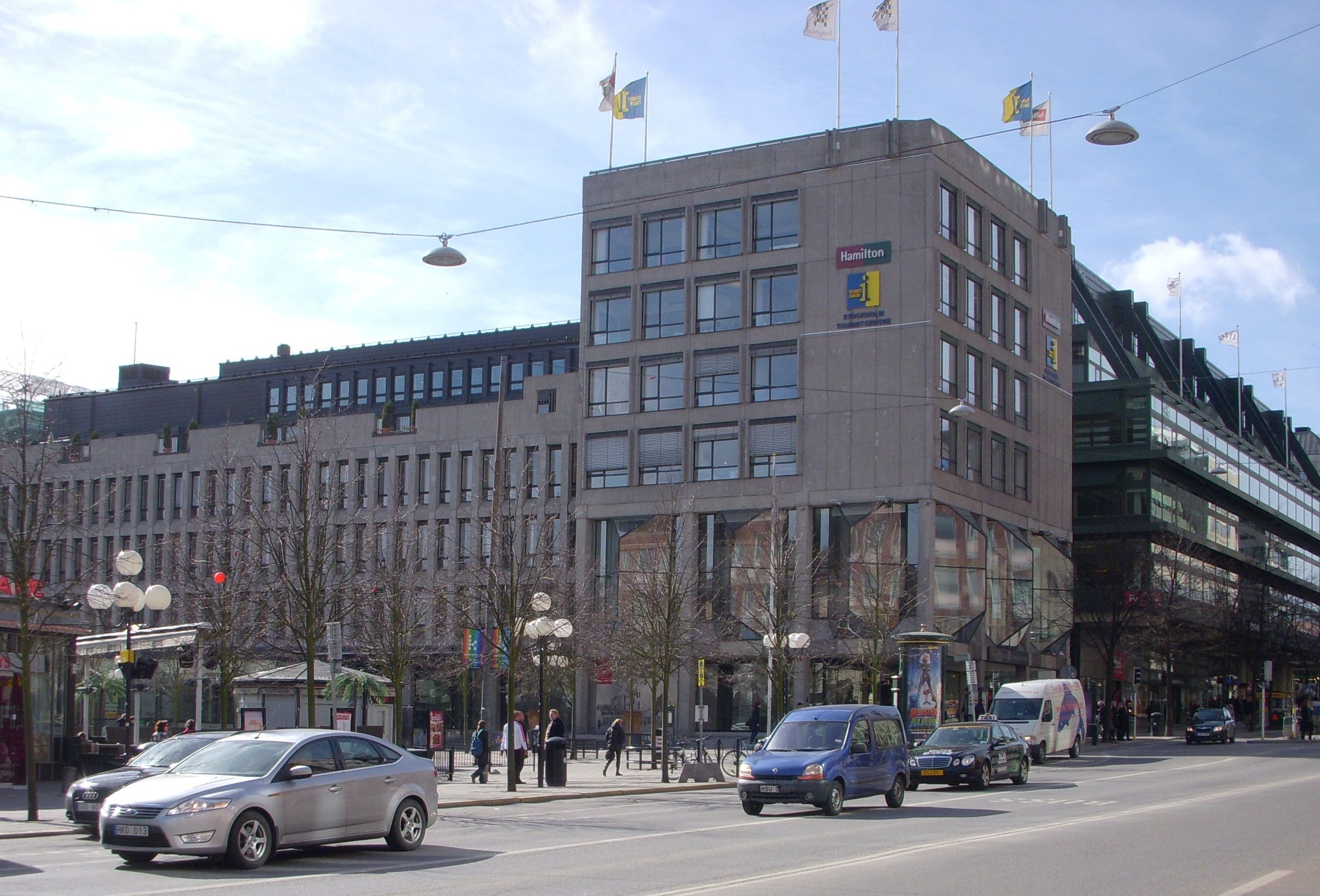
Sverigehuset / Schwedenhaus in Stockholm

Das Sverigehuset (zu deutsch ‚Schwedenhaus‘) liegt an der Ecke Hamngatan und Kungsträdgården im Zentrum von Stockholm. Es wurde vom schwedischen Architekten Sven Markelius entworfen und in den Jahren 1961 bis 1969 geplant und erbaut. 
Der Gebäudekomplex besteht aus zwei einzelnen Gebäudeteilen, einem mit sieben Stockwerken als Eckbauwerk und einem mit vier Stockwerken entlang der Straße Kungsträdgården. Das Gebäude verfügt über eine große Eingangshalle auf zwei Etagen, die durch große Fenster dominiert wird.

## Nutzung
Das Gebäude diente bis 2010 als Kulturzentrum und Tourismusinformation; im Gebäude befanden sich außerdem ein Restaurant, eine Bibliothek sowie ein Konferenzraum. Seit 2010 wird das Gebäude von einem Einrichtungshaus genutzt.